# Dの食卓
『Dの食卓』（ディーのしょくたく）は、株式会社ワープが開発し三栄書房より1995年4月1日に発売された3DO用3Dアドベンチャーゲーム。後にセガサターンやPlayStationに移植された他、欧米ではWindowsやPC/AT互換機などのパソコン各機種にも移植された。監督・脚本は飯野賢治。
当時のゲームとしては珍しい、3DCGで「映画」を意識した演出を行った画期的な作品である。ただし、3DCGとは言っても発売当時の家庭用ゲーム機のGPUは貧弱であったため、事前にワークステーションで作成されたレンダリング済みの動画を再生している。
マルチメディアグランプリ'95通商産業大臣賞を受賞した他、セガサターン版およびPlayStation版はゲーム誌『ファミ通』の「クロスレビュー」においてゴールド殿堂を獲得。全世界で100万本を販売したとされる。

## ゲーム内容
画面は基本的に一人称で進行し、イベントが発生すると「インタラクティブ・シネマ」の名前通り映画のように様々なカメラワークで臨場感を盛り上げる。なお、リアルタイムCGではなく、ムービーシーンと静止画が交互に使われているため、移動できるポイントと見られる向きは完全に決まっている。
ゲーム中では最初から持っている母親の形見の「コンパクト」や「時計」の他、様々なアイテムがあり、要所で使いながら謎を解いていく。コンパクトは使用すると鏡にヒントが表示されるが、一回ヒントが表示されるたびにヒビが入り、最終的には粉々に割れて使えなくなる。
本作では甲冑の騎士が突然動き出し襲い掛かってくるというイベントが存在するが、失敗してもゲームオーバーにはならない。後にセガのドリームキャスト用ソフト『シェンムー』（1999年）の「QTE」において酷似したイベントが導入されている。

## 設定

### ストーリー
1997年、アメリカ・ロサンゼルスのダウンタウンに位置するロサンゼルス総合病院において大量殺人事件が発生する。犯人は同病院の院長で、アメリカが世界に誇る名医として知られるリクター・ハリス。リクターは温厚で生真面目な性格の持ち主だったが、突然凶変して自身の病院の患者や医療スタッフなどを次々と射殺、生き残った大勢の患者を人質に病院に立てこもった。
警察が手を出すことができない中、リクターの娘であるローラ・ハリスは、警察からの要請で凶変した父親を説得するべく単身病院に乗り込む。リクターに殺害された人々の死体が倒れている廊下を進むローラだったが、突然、異次元空間のような物に引きずり込まれ、謎の古城に迷い込んでしまう。そこは、リクターの精神世界であった。

### 世界観
プレイヤーはローラを操作し、豹変した父親の精神世界である古城から「2時間以内」に出口を見つけ出して脱出しなくてはならない。時間が過ぎると異世界の扉が閉ざされ、ゲームオーバーとなる。古城には様々なトラップが仕掛けられており、数多の人々の死骸が横たわる部屋など、彼の精神状態を示唆するような物が多数存在する。また、4匹の「玉虫」を集める事でローラの閉ざされた記憶の一部が復活する。
本作は一見すると気がふれてしまった父親の精神世界をさ迷い、脱出するというチープなゲームに見えるが、その真のテーマは「行方不明になった母親の行方を父親に対して問い詰める」というものである。
例えばゲーム中に登場する「指輪」は母親を示し、それは硬く閉ざされた扉のカギとして使われる。カギ=「母親の指輪」を頑丈なドアに差し込むという行為は、かたくなに真相を語ろうとしない父親に対して指輪を突きつけ 母親がどうなったのか無理にでも聞きだそうとする行為となる。その後、そのドアを先に進むと岩にふさがれて引き返せなくなる=その領域に踏み込んだら後には引き返せない、といった各種イベントがそれを暗示している。また、前述した「玉虫」を探し集める事でその「母親」がどうなったのかを知る事ができ、真のエンディングを迎える事ができる。
なお、ゲームの中で使われている音楽は、製作者である飯野が自ら世界観に合わせ作曲したものである。

## 移植版
| No. | タイトル                                                | 発売日                                  | 対応機種            | 開発元                      | 発売元                                    | メディア                      | 型式                                                                 | 売上本数 | 備考                |
| --- | ------------------------------------------------------- | --------------------------------------- | ------------------- | --------------------------- | ----------------------------------------- | ----------------------------- | -------------------------------------------------------------------- | -------- | ------------------- |
| 1   | Dの食卓                                                 | 1995年7月28日 1996年3月5日 1996年3月8日 | セガサターン        | ワープ                      | アクレイム                                | CD-ROM2枚組                   | T-8101G T-8106H T-8106H-50                                           | -        |                     |
| 2   | Dの食卓 コンプリートグラフィックス                      | 1995年12月1日 1996年3月2日 1996年3月    | PlayStation         | ワープ                      | アクレイム                                | CD-ROM3枚組                   | SLPS-00133/00134/00135 SLUS-00128/00173/00174 SLES-00065/10065/20065 | -        |                     |
| 3   | D                                                       | 1995年                                  | Windows             | Rozner Labs Software ワープ | アクレイム                                | CD-ROM                        | -                                                                    | -        |                     |
| 4   | Dの食卓 ディレクターズカット                            | 1996年1月1日                            | 3DO                 | ワープ                      | アクレイム                                | CD-ROM3枚組                   | FZ-SJ2356                                                            | -        |                     |
| 5   | D                                                       | 1996年3月31日 1996年                    | PC/AT互換機         | Rozner Labs Software ワープ | アクレイム                                | CD-ROM                        | -                                                                    | -        |                     |
| 6   | Dの食卓 サタコレ                                        | 1997年6月20日                           | セガサターン        | ワープ                      | アクレイム                                | CD-ROM3枚組                   | T-8124G                                                              | -        | 廉価版              |
| 7   | Dの食卓 コンプリートグラフィックス PlayStation the Best | 1998年7月9日                            | PlayStation         | ワープ                      | アクレイム                                | CD-ROM3枚組                   | SLPS-91072                                                           | -        | 廉価版              |
| 8   | D:The Game                                              | INT 2016年1月2日                        | Linux macOS Windows | ワープ                      | Nightdive Studios Throwback Entertainment | ダウンロード (Steam、GOG.com) | -                                                                    | -        | PC/AT互換機版の移植 |

## 開発
開発中のタイトルは「トランシルバニア」であり、ペンギンソフトウェア社のアドベンチャーゲーム『トランシルバニア』（1982年）から強い影響を受けている。
3DO版の発売時、作中に登場する「玉虫イベント」の表現が当時としては非常に過激だったため、発売禁止になるのを恐れて該当するイベントを削除したバージョンを「完成版」として関係者に配布し、実際に製品化する際に秘密裏に同イベントが入ったバージョンに差し替え発売された。
PlayStation版の初回生産本数に関して約束した本数が出荷されなかった事から、ワープ側がソニー・コンピュータエンタテインメントに対して不信感を抱いていた。その結果、PlayStationで発売予定だった『エネミー・ゼロ』（1996年）について発表するソニー主催のイベントにおいて、登壇した飯野賢治がPlayStationの競合ゲーム機であるセガサターンに乗り換えるという発表を行った（詳細は「飯野賢治#エネミー・ゼロ事件」を参照）。この件以降、ワープはPlayStation用ソフトを発売していない。

## スタッフ
3DO版
- ディレクター、シナリオ：飯野賢治
- アート・ディレクター：立石章三郎
- CGアニメーター：須藤秀希
- ビジュアル・エフェクト・スーパーバイザー：山本倫裕
- CGデザイナー：宮崎朋浩
- 3Dグラフィック・デザイナー：とのおかよしあき
- 音楽：アルカディアスタジオ
- プログラマー：林田浩典
- セールス・マネージャー：岡田昭
- プロデューサー：すずきおさみ
- サンクス：3DOジャパン、三洋電機、徳間書店インターメディア

セガサターン版
- ディレクター、シナリオ：飯野賢治
- アート・ディレクター：立石章三郎
- CGアニメーター：須藤秀希
- ビジュアル・エフェクト・スーパーバイザー：山本倫裕
- CGデザイナー：宮崎朋浩
- 3Dグラフィック・デザイナー：とのおかよしあき
- プログラマー：佐藤直哉
- テーマ曲演奏：モスクワフェスティバルオーケストラ
- サウンド・スタッフ
  - サウンド・プロデュース：アルカディアスタジオ
  - サウンド・エフェクト：松永宏紀
  - 音楽デザイナー：きむらけんいち、つるたかいお
  - サウンド・エディター：鈴木英太郎
  - オリジナル・テーマ曲：飯野賢治
  - テーマ曲オーケストレーション：川崎絵都夫
- アクレイム・スタッフ
  - マーケティング&開発チーム：今野文樹、あいかわまさあき、名越進、清水俊作、山崎圭一
  - セールス&オペレーション：熊木龍男、さくらいみちのぶ
  - オリジナル・バージョン・プログラム：林田浩典
  - エグゼクティブ・プロデューサー：越川起吉
- サンクス：アクレイムジャパン、セガ・エンタープライゼス

PlayStation版
- ディレクター、シナリオ：飯野賢治
- アート・ディレクター：立石章三郎
- CGアニメーター：須藤秀希
- ビジュアル・エフェクト・スーパーバイザー：山本倫裕
- CGデザイナー：宮崎朋浩
- 3Dグラフィック・デザイナー：とのおかよしあき
- プログラマー：佐藤直哉、三浦秀樹
- テーマ曲演奏：モスクワフェスティバルオーケストラ
  - サウンド・プロデュース：アルカディアスタジオ
  - サウンド・エフェクト：松永宏紀
  - 音楽デザイナー：きむらけんいち、つるたかいお
  - サウンド・エディター：鈴木英太郎
  - オリジナル・テーマ曲：飯野賢治
  - テーマ曲オーケストレーション：川崎絵都夫
- アクレイム・スタッフ
  - マーケティング&開発チーム：今野文樹、あいかわまさあき、名越進、清水俊作、山崎圭一
  - セールス&オペレーション：熊木龍男、さくらいみちのぶ
  - オリジナル・バージョン・プログラム：林田浩典
  - ムービー・ワーク：菅村弘彦、鈴木英太郎
  - エグゼクティブ・プロデューサー：越川起吉
- サンクス：アクレイムジャパン、ソニー・コンピュータエンタテインメント

## 評価
| 項目 | キャラクタ | 音楽 | お買得度 | 操作性 | 熱中度 | オリジナリティ | 総合 |
| SS版 | 4.4        | 4.4  | 3.3      | 3.4    | 4.2    | 4.2            | 24.0 |
| PS版 | 4.0        | 3.9  | 3.2      | 3.2    | 3.6    | 3.8            | 21.6 |

本作のセガサターン版およびPlayStation版は各種ゲーム誌において高い評価を得ている。
セガサターン版はゲーム誌『ファミ通』の「クロスレビュー」において8・9・8・7の合計32点（満40点）でゴールド殿堂を獲得、『SATURN FAN』の読者投票による「ゲーム通信簿」での評価は右記の通り24.0点（満30点）となり、PlayStation版はゲーム誌『ファミ通』の「クロスレビュー」において8・10・8・7の合計33点（満40点）でゴールド殿堂を獲得、『PlayStation Magazine』の読者投票による「ゲーム通信簿」での評価は右記の通り21.6点（満30点）となった。
セガサターン版は『ファミ通』の「クロスレビュー」において、レビュアーからセガのメガCD用ソフト『夢見館の物語』（1993年）の路線であると指摘された他、グラフィックや演出を称賛する意見が多く挙げられ、浜村通信はCGが全てデータ再生によるものである事に触れた上で「CGのデキはよく、心臓バクバクの演出にビビりまくりだ」と称賛、羽田隆之はフラッシュバックの映像がデイヴィッド・リンチの作品のようであるとした上で「プレイヤーが操作可能な部分と、勝手に流れてしまう映像との継目の違和感もない」と評価、渡辺美紀は「ウネウネと動くCGで怖さも倍増」と評価、ローリング内沢はグラフィックや演出面の他に効果的な音の使い方に関して称賛した他、謎解きがブローダーバンドのパソコン用ソフト『MYST』（1993年）のようにプレイヤーを突き放した感があり「頭を悩ませるのが楽しい」と称賛した。一方で短時間で終了する点に関しては否定的な意見が多く挙げられ、浜村は「勘のいい人なら5～6時間で終わるのでは」とした上でコストパフォーマンス面に疑問を呈し、渡辺は発見したアイテムが直後に使用するものであるなど謎解きが簡単すぎると主張し、「もう少し頭を使わせて欲しかった」と指摘、内沢は「ガンバれば2時間くらいで終わってしまう」と主張し「コストパフォーマンスの低さは逆に残念」とそれぞれ否定的に評価した。また、ゲーム誌『超絶 大技林 '98年春版』（1998年）では、「一度ゲームを始めると、ゲーム中にポーズ、セーブができないようになっていて実際に映画を見ているような感覚でプレイすることができる」と紹介されている。
PlayStation版は『ファミ通』の「クロスレビュー」において、レビュアーからグラフィック面に関して称賛する声が多く挙げられ、浜村はプレイ時間の短さやポリゴンではなくムービーである事など否定的な評価がある事に触れた上で、「賛否両論あるが、新ジャンルでひとつの形を創出したことは、おおいに評価したい」と称賛、羽田は何度もプレイする内容ではないと指摘しつつも「それでもこの雰囲気、映像美は味わう価値、十二分にあり」と称賛、渡辺はコンプリートグラフィックスと銘打たれた事に触れた上で「光の加減やローラの洋服の動きなど、グラフィックはじつに美しい」と称賛、内沢はセガサターン版よりもグラフィックが向上していると主張した上で「美麗な絵と効果的なサウンドで恐怖感はバツグン」と称賛した。一方で、短時間で終了する件に関して内沢は「2時間くらいでクリアーできるのでコストパフォーマンスは低い」と否定的に評価した。また、ゲーム誌『超絶 大技林 '98年春版』では、「他機種版よりも、グラフィックが強化されている」と紹介されている。